# Рабенштейн
Рабенштейн (нем. Rabenstein, в пер. Вороний камень) — название специально сооружённого места для казни через отсечение головы в Германии, Австрии, Швейцарии, Чехии, в других немецкоязычных землях (Эльзас, Силезия, Восточная Пруссия, Лотарингия и др.) в Средневековье и в Новое время.

## История
Рабенштейн представлял собой возвышение, сложенную из камня плаху, окружённую каменным ограждением. Название основывается том факте, что на этом месте после казни собирались попировать над трупом преступника многочисленные вороны. Рабенштейны имелись практически во всех городах Священной Римской империи, где в уголовном законодательстве применялась казнь путём обезглавливания. Кроме этого, они служили символом библейского «око за око», неотвратимости «правосудия крови» в отношении тяжких преступлений. С постепенным смягчением законодательства о наказаниях и отмены прилюдных казней в городах исчезают и рабенштейны. С другой стороны, некоторые случаи использования их «по назначению» в Германии известны вплоть до второй половины XIX века (например, казнь путём отсечения головы убийцы Людвига Хильберга 14 октября 1864 года в городе Марбург).
Места казней через повешение в Германии и других немецкоязычных землях со времён Средневековья назывались Галгенберг.